# Sinfonica
Sinfonica ist das 2010 erschienene, dritte Studioalbum des US-amerikanischen Schlagzeugers Mike Terrana.

## Allgemeines

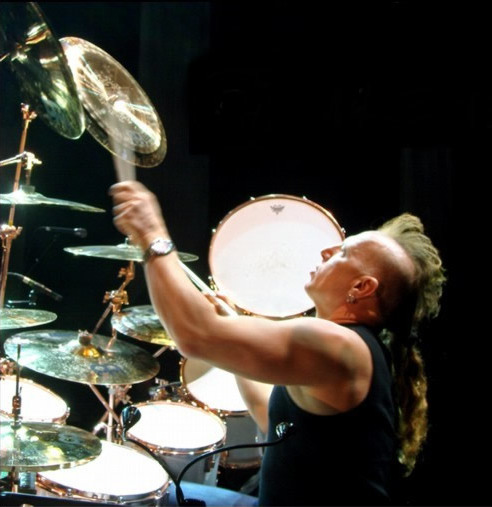
Mike Terrana in Aktion

Sinfonica war als ein Tributalbum für Terranas Lieblingsschlagzeuger Cozy Powell geplant, der 1998 bei einem Autounfall verunglückt war. 1976 hatte Terrana ein Konzert von Rainbow besucht, wo Powell eine gekürzte Version von Tchaikovskys 1812 Ouvertüre in seinem Solo einband. Im Frühjahr 2009 überlegte Terrana, wie er Powell am besten seinen Respekt postum bekunden könne und kam zu dem Schluss, eine neue Version der 1812 Ouvertüre einzuspielen. Im Sommer desselben Jahres begann er, an dem Projekt zu arbeiten. Das Ergebnis stellte ihn so zufrieden, dass er sich entschloss, weitere zehn klassische Stücke aufzunehmen. So schreibt Terrana im Booklet des Albums über das Projekt:

“I tried to envision what it would have been like if composers such as Mozart, Tchaikovsky and Rossini would have been able to employ the services of a modern day rock drummer to play on their compositions.”

„Ich habe versucht, mir vorzustellen, wie es wäre, wenn Komponisten wie Mozart, Tschaikowsky und Rossini in der Lage gewesen wären, die Dienste (Fertigkeiten) eines modernen Rock-Schlagzeugers auf ihre Kompositionen anzuwenden.“

Sämtliche auf dem Album enthaltene Stücke wurden entgegen dem Original stark gekürzt. Zudem ist in jedem Stück eine Doppelfußmaschine zu hören. Zu der Interpretation der Kleinen Nachtmusik und des Cancan ließ Terrana zwei Musikvideos drehen.

## Titelliste
1. New World Symphony – (Antonín Dvořák)
2. William Tell Overture – (Gioachino Rossini)
3. Rondo – (Jean-Joseph Mouret)
4. Concert for Violin & Oboe – (Johann Sebastian Bach)
5. Washington Post – (John Philip Sousa)
6. Barber of Seville – (Gioachino Rossini)
7. Pomp & Circumstance – (Sir Edward Elgar)
8. Nutcracker Suite – (Pjotr Iljitsch Tschaikowski)
9. Cancan – (Jacques Offenbach)
10. Eine Kleine Nachtmusik – (Wolfgang Amadeus Mozart)
11. 1812 Overture – (Pjotr Iljitsch Tschaikowski)